# Alfred Balachowsky
Alfred-Serge Balachowsky est un entomologiste français né le 15 août 1901 à Korotcha en Russie, et mort le 24 décembre 1983 à Saint-Mandé en France.

## Biographie
Alfred-Serge Balachowsky naît le 15 août 1901 à Korotcha, en Russie, dans une famille d'intellectuels origine polonaise et française, qui, fuyant la terreur rouge, s'installe en France en 1919. Son père Arnold Balachowsky était mort en 1902 ; sa mère Aménaïde Charlotte de Féraudy était née le 1er novembre 1876 à Dinan.
Le jeune Alfred Serge obtient le diplôme d’ingénieur agricole le 6 septembre 1923. Et il devient docteur ès-sciences naturelles à la Sorbonne le 3 juin 1932. Il est naturalisé français par décret du 25 août 1932.
Pendant la Seconde Guerre mondiale, il est mobilisé le 6 septembre 1939 comme caporal au Laboratoire de recherches bactériologiques et aérologiques de l’armée, au Val-de-Grâce à Paris. Lors de la débâcle, ce laboratoire est déménagé à Toulouse où le caporal Balachowsky est démobilisé le 18 juillet 1940.
Sous l’occupation, Balachowsky devient directeur de laboratoire à la Station centrale de Zoologie agricole du Centre national de recherches agronomiques de Versailles et professeur de zoologie et d'entomologie à l’École nationale d'agriculture de Grignon. À partir d'octobre 1942, il fait partie, sous le pseudo « Serge », d'un groupe de résistance rattaché au réseau Prosper-PHYSICIAN du service secret britannique Special Operations Executive. Ce groupe, basé à l'École d'agriculture de Grignon, reçoit courant juin 1943 trois parachutages à Bazemont, à la ferme du Roncey de Guillaume Abgrall. Le 2 juillet, Balachowsky est arrêté à son domicile (1, square Sully, à Viroflay). Détenu à Fresnes puis, à partir du 30 novembre 1943, au camp de Royallieu (Compiègne), il est déporté le 19 janvier 1944 au camp de Buchenwald. Transféré au camp de Dora le 1er février 1944, il est ramené à Buchenwald le 1er mai 1944, pour y être affecté au bloc 50, où se fabrique le vaccin contre le typhus exanthématique, sous la responsabilité du médecin nazi Erwin Ding-Schuler. Il y travaille jusqu'à la libération du camp, le 11 avril 1945. Il est rapatrié le 22 avril 1945. Le 29 janvier 1946, il témoigne au procès de Nuremberg sur les conditions de détention dans les camps de concentration.

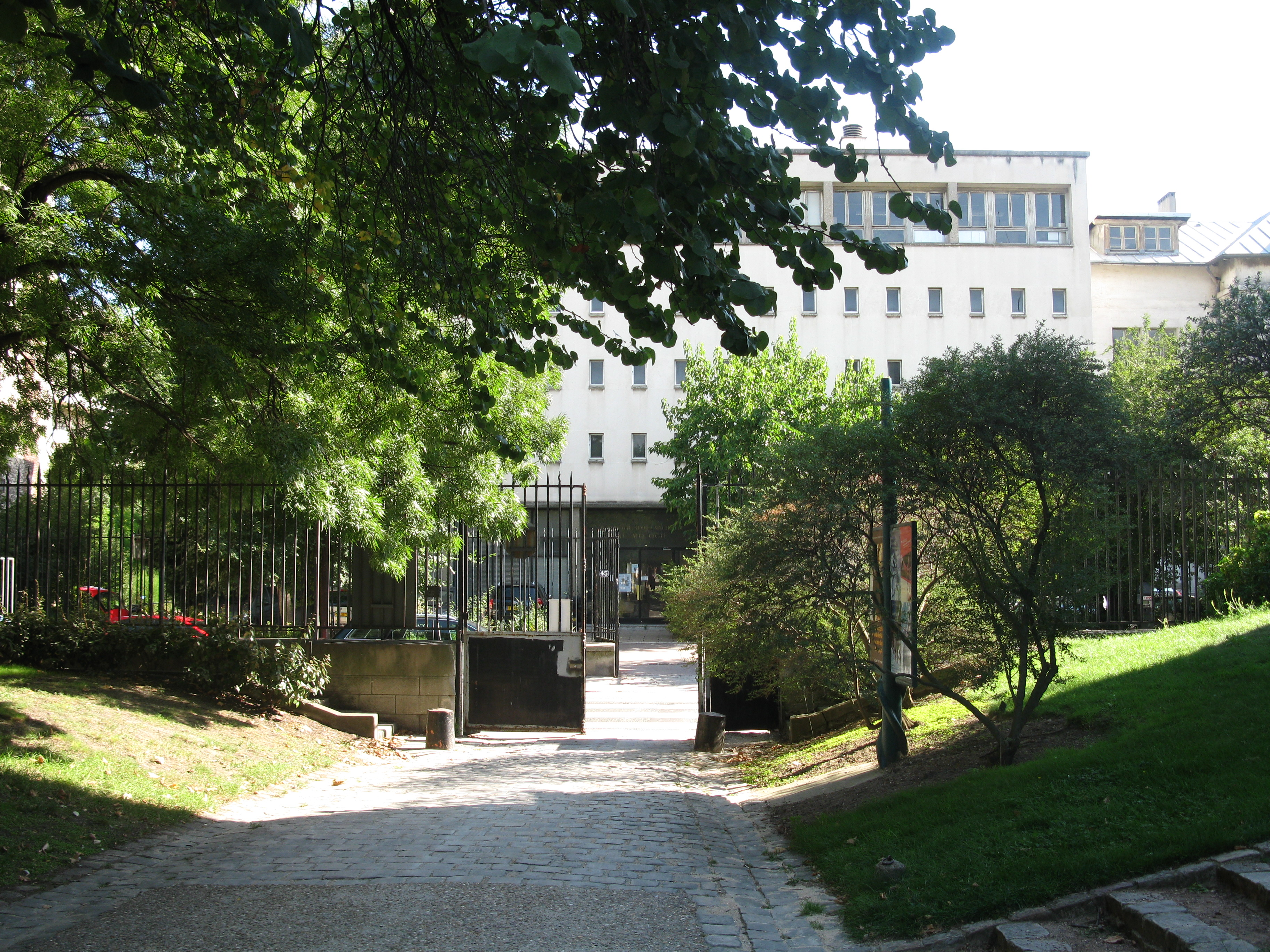
Le laboratoire d'Entomologie du Muséum, vu de l'allée Becquerel.

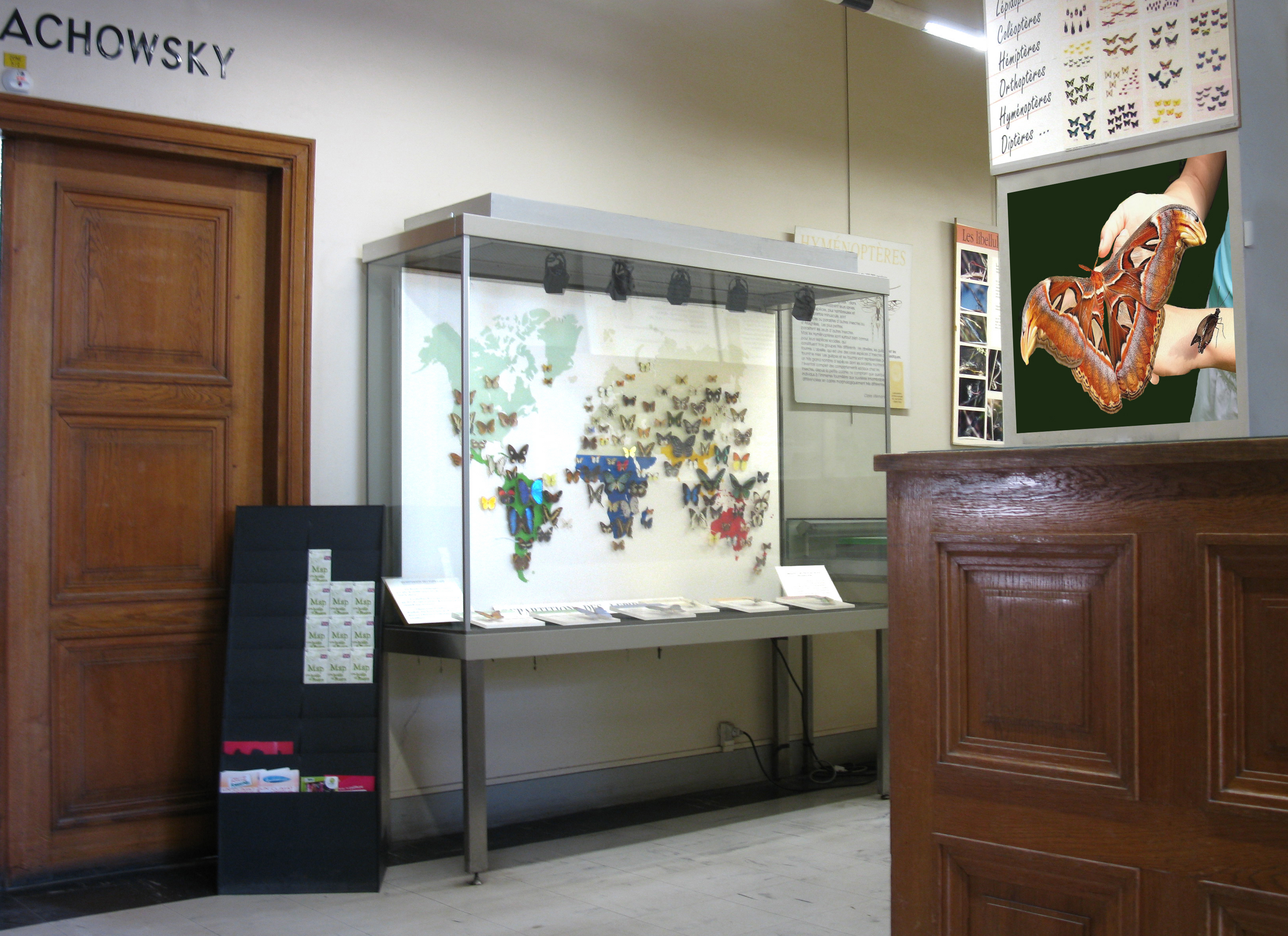
Un aspect du laboratoire : la salle de cours porte le nom d'Alfred Balachowski.

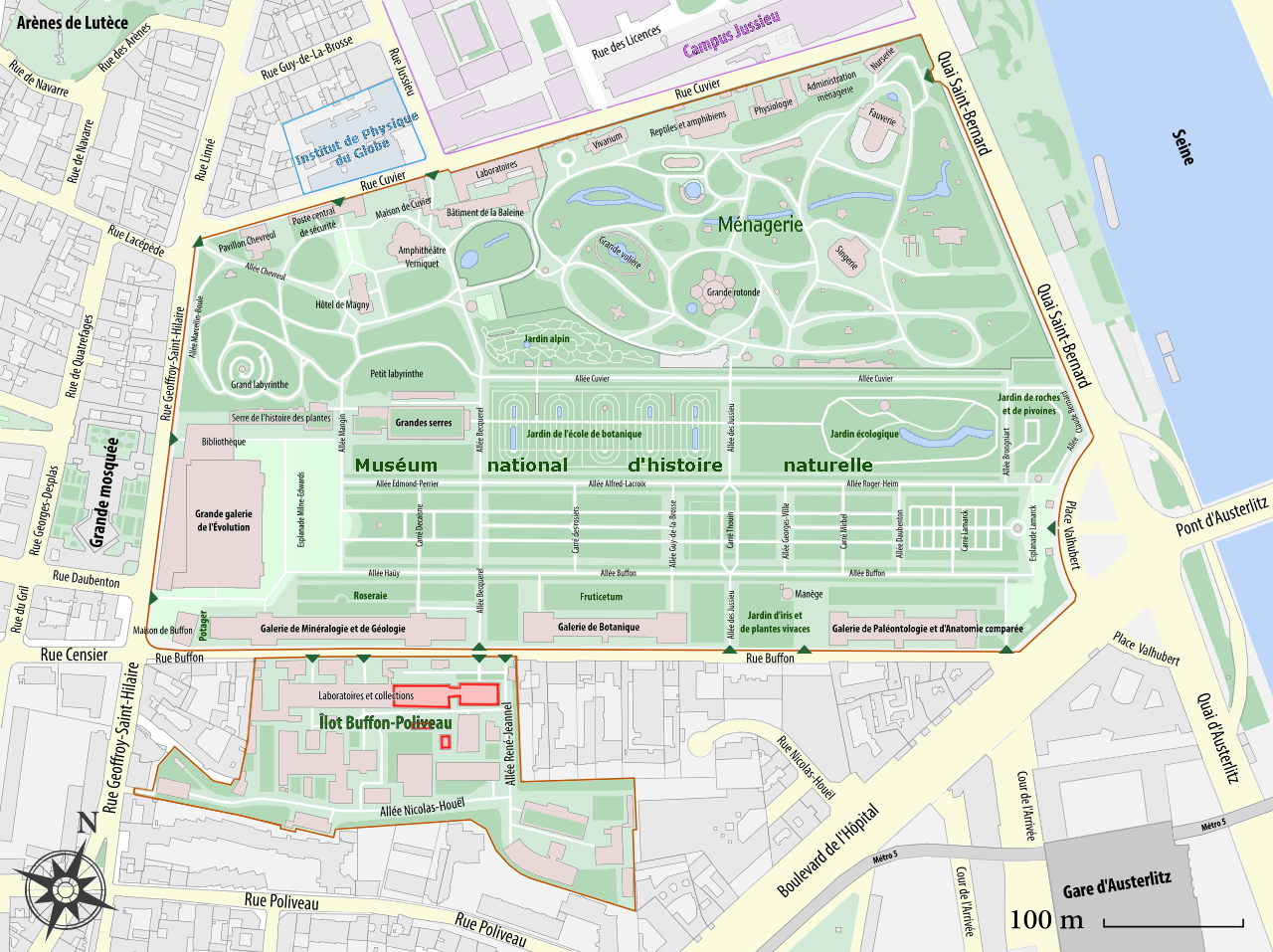
Le laboratoire d'Entomologie se trouve au 45 rue Buffon, au nord-est du « clos Patouillet » ou « îlot Buffon-Poliveau » du Muséum national d'histoire naturelle.

En 1948, il devient président de la Société entomologique de France.
Il épouse en premières noces Émilie-Louise Morin, née le 1er novembre 1903 à Rennes et en secondes noces, le 26 juin 1956, Solange Guyot.
Alfred Balachowsky occupe les chaires suivantes au Muséum national d'histoire naturelle :
- Entomologie, de 1962 à 1963, alors renommée Entomologie générale et appliquée ;
- Entomologie générale et appliquée, de 1963 à 1974.

Il coordonne la construction du nouveau laboratoire d'Entomologie inauguré en 1964 au 45 rue Buffon, pourvu d'une importante bibliothèque, de matériel d'observation et de salles de préservation des collections qui conservent plus de 40 000 000 de spécimens.
Alfred Balachowsky meurt le 24 décembre 1983 à Saint-Mandé

## Travaux
On lui doit l'identification de deux espèces de cochenilles (coccoidea) :
- Rhizopulvinaria grassei (1936),
- Saharaspis ceardi (1928).

## Œuvres
- Coléoptères Scolytides, Collection Faune de France, Volume 50, Paris, Fédération française des Sciences naturelles (éd.), 320 p., 1949, 1997[6].

## Utilisation de son nom
Son nom a été donné à une espèce de papillon, Gonimbrasia balachowskyi, de la famille des Saturniidae. Ce papillon figure sur une émission philatélique du Territoire français des Afars et des Issas de 1976, avec pour valeur faciale 100 FF.

## Filmographie
- Extrait du témoignage de Balachowsky devant le tribunal de Nuremberg
- (en) Documentaire Lost Airmen of Buchenwald (à partir de la minute 32) : des militaires alliés emprisonnés à Buchenwald témoignent sur Balachowsky.

## Distinctions
Il est reconnu « Déporté résistant ».
- Commandeur de la Légion d'honneur (1947)[8] ;
- Croix de guerre 1939–1945[8] ;
- Médaille de la Résistance française avec rosette par décret du 17 mars 1947[8],[9] ;
- Médaille de la déportation pour faits de Résistance[8] ;
- Croix du combattant volontaire de la Résistance[8].